# اشلین کروگر
اشلین کروگر (انگلیسی: Ashlyn Krueger؛ زادهٔ ۷ مه ۲۰۰۴) یک تنیس‌باز حرفه‌ای اهل ایالات متحده آمریکا است. کروگر دارای رنکینگ انفرادی حرفه ای توسط WTA با شماره 73 است که در 18 سپتامبر 2023 به دست آورد و رتبه 106 جهان در رده 106 جهان در 19 ژوئن 2023 به دست آمد
در سال ۲۰۲۰، کروگر در مسابقات نوجوانان کاسه نارنجی به عنوان بازیکن وایلد کارت قهرمان شد.